# Ernährungsmedizin
Die Ernährungsmedizin ist eine fächerübergreifende medizinische Disziplin, die aktuelle wissenschaftliche Erkenntnisse über Physiologie und Pathophysiologie der menschlichen Ernährung zur Prävention, Heilung und Linderung von Krankheiten nutzt.
Die Ernährungsmedizin beschäftigt sich mit Erforschung ernährungsphysiologischer Erkenntnisse, der Entwicklung ernährungstherapeutischer Anwendungen (Ernährungstherapie) und der Etablierung dieser Erkenntnisse in allen Teilgebieten der Medizin. Sie bezieht sich ausdrücklich auch auf Gesunde. Dabei wird Ernährung einerseits als Versorgung des Menschen mit Makro- (Kohlenhydrate, Fette, Eiweiß) und Mikronährstoffen (Vitamine und Spurenelemente), anderseits auch als Ernährungsintervention, also therapeutischer Eingriff, verstanden. Letzteres bezieht sich als Klinische Ernährung (englisch: Clinical Nutrition) nur auf erkrankte Personen, die ärztlich oder pflegerisch versorgt werden.

## Klinische Ernährung
Die klinische Ernährung umfasst alle Ernährungsmaßnahmen, die bei erkrankten, ärztlich beziehungsweise pflegerisch versorgten Personen aller Altersgruppen angewendet oder für diese empfohlen werden. Außerdem werden darunter Struktur, Konzeption, Theorie und wissenschaftliche Herleitung sowie die Praxis dieser Maßnahmen zusammengefasst.
Akut oder chronisch erkrankte Menschen, die entweder dauerhaft (beispielsweise in Langzeitpflegeeinrichtungen) oder vorübergehend als ambulante Patienten versorgt werden, sind Zielgruppe der klinischen Ernährung. Sie dient präventiven und therapeutischen Zwecken, um Lebensqualität zu erhalten oder zu verbessern, indem der klinische Verlauf einer Erkrankung verbessert, die Genesung gefördert oder die Leistung gesteigert beziehungsweise erhalten wird. Dazu zählen beispielsweise Speisenanreicherung, Künstliche Ernährung und krankheitsspezifische Nahrungen zur Immunonutrition.
In den Einrichtungen des Gesundheitswesens beschäftigen sich verschiedene Verantwortungsbereiche mit klinischer Ernährung, beispielsweise Küchen, die Gemeinschaftsverpflegung bereitstellen (Care Catering), die Diätetik (Ernährungsanamnese und -beratung mit oder ohne Ernährungsintervention), Betreuung von übergewichtigen Patienten durch ein spezielles Team (Ernährungs- bzw. Adipositas-Team), Ernährungssupport (Bereitstellung von Nahrung bzw. Nährstoffen zur herkömmlichen oder zur enteralen bzw. parenteralen Ernährung, für Spezial- bzw. orale bilanzierte Diäten; Anreichung von Speisen) sowie Koordination und Überwachung der Klinischen Ernährung durch eine Ernährungskommission.

## Methoden
Grundlage der ernährungsmedizinischen Therapie ist die Ernährungsanamnese und die körperliche Untersuchung, sowie evtl. apparative und laborchemische Untersuchungen. Hierdurch kann das ernährungsbedingte Risikoprofil eines Patienten (Übergewicht, Untergewicht und Mangelernährung) eingeschätzt werden. In Krankenhäusern übernimmt diese Aufgaben zumeist ein Ernährungsteam.
Viele Erkrankungen können durch adäquate Ernährung positiv beeinflusst werden. So konnte in mehreren Studien gezeigt werden, dass eine bedarfsdeckende perioperative Ernährung die Wundheilung verbessert sowie die Morbidität und Mortalität reduziert. Auch bei Übergewicht soll im Falle schwerer Krankheit ernährt werden, da Fasten die Morbidität und Mortalität erhöht. Ist die natürliche orale Ernährung nicht möglich, werden die verschiedenen Methoden der künstlichen Ernährung angewandt. Dabei wird nach Möglichkeit der enteralen Vorzug vor der parenteralen Ernährung gegeben. Die Ernährungsintervention ist immer nur Teil der Gesamttherapie. Der Heilungsversuch schwerer Krankheiten ausschließlich durch Diät wird in der Ernährungsmedizin als Kunstfehler angesehen.
Die ernährungsmedizinische Forschung bedient sich, wie andere medizinische Disziplinen auch, wo immer möglich der Methoden der evidenzbasierten Medizin. Die Forschungsergebnisse finden Eingang in ernährungsmedizinische Leitlinien, die in Deutschland unter anderem von der Deutschen Gesellschaft für Ernährungsmedizin (DGEM) veröffentlicht werden.

## Fortbildung der Ärztekammern

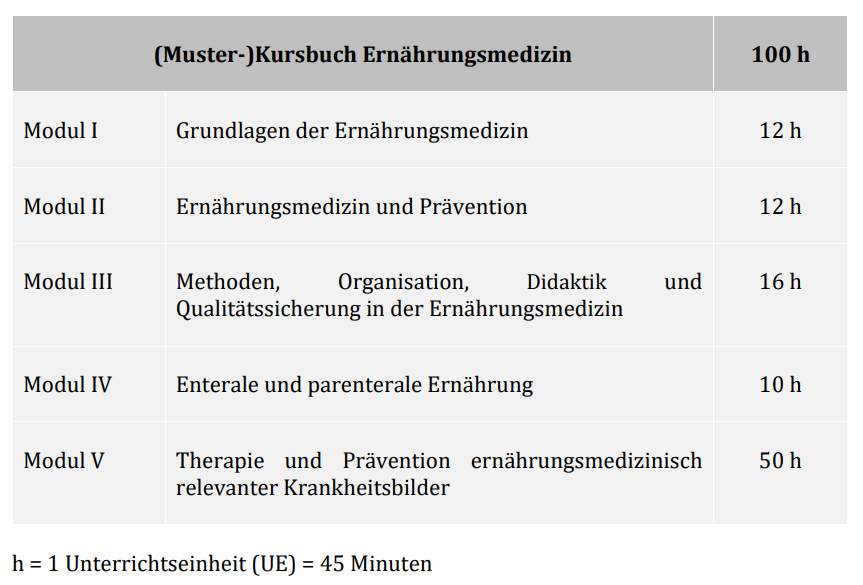
Module des Kursbuchs Ernährungsmedizin der Bundesärztekammer

Ein Konzept für bundesweit standardisierte ärztliche Fortbildungsmaßnahmen der Landesärztekammern in Ernährungsmedizin wurde ab 1992 von der Bundesärztekammer gemeinsam mit der DGEM entwickelt. Hieraus entstand in Zusammenarbeit mit der Akademie für Ernährungsmedizin Hannover, der Deutschen Akademie für Ernährungsmedizin Freiburg, der Deutschen Gesellschaft für Allgemeinmedizin, der Deutschen Gesellschaft für Ernährung und der DGEM bis 1995 das Fortbildungscurriculum Ernährungsmedizin als Vorläufer der aktuellen ernährungsmedizinischen Fortbildungscurricula für die Ärzteschaft und für Medizinische Fachangestellte.

## Zusatzweiterbildung Ernährungsmedizin
Auch im Jahr 1992 wurden erstmals Vorschläge für ernährungsmedizinische Lehr- und Lerninhalte in der Weiterbildung vorgelegt. Es dauerte bis 2018, dass die Bezeichnung „Ernährungsmedizin“ mit der Muster-Weiterbildungsordnung der Bundesärztekammer von 2018 als Zusatzweiterbildung anerkannt wurde.
Die Weiterbildungsinhalte sind in einem Kursbuch Ernährungsmedizin beschrieben. Die Umsetzung der Weiterbildungsordnung liegt bei den Landesärztekammern.